# Йобст фон Абенсберг
Йобст фон Абенсберг (на немски: Jobst von Abensberg: † 29 август 1428) е благородник от баварската графска фамилия Абенсберги, господар на Абенсберг в Бавария.

## Биография
Той е син на Йохан II фон Абенсберг († 21 юни 1397) и съпругата му Агнес фон Лихтенщайн († 23 юни 1397).
Йобст фон Абенсберг е сгоден на 9 април 1383 и се жени на 18 март 1386 г. за Агнес фон Шаунберг († 10 август 1412), дъщеря на граф Хайнрих VII фон Шаунберг († 1390) и графиня Урсула фон Гьорц/Горица († сл. 1377). Сестра му Елизабет фон Абенсберг (* ок. 1377; † 1423) е омъжена същия ден пр. 18 март 1386 г. за граф Улрих II фон Шаунберг († 22 април 1398), брат на Агнес фон Шаунберг, и втори път ок. 1403 г. за граф Херман III фон Цили († 30 юли 1426).
Йобст фон Абенсберг се жени втори път пр. 11 октомври 1426 г. за Амалия фон Фраунберг-Хааг († септември 1459 в Регенсбург), дъщеря на граф Ханс IV фон Фраунберг, господар на Хайденбург († 1436) и Барбара маршалка фон Оберндорф († 1451). Бракът е бездетен. След смъртта му Амалия се омъжва втори път пр. 1433 г. за Паоло дела Скала († ок. 1448).

## Деца
Йобст фон Абенсберг и Агнес фон Шаунберг имат десет деца:
- Йохан III фон Абенсберг († 1474), предпоследният господар на Абенсберг, фогт на Рор, женен I. пр. 20 януари 1430 г. за Магдалена фон Петау, II. ок. февруари 1436 г. за Клара Елизабет фон Тьоринг цу Нойдег († сл. 1455)
- Зигмунд фон Абенсберг
- Дегенхард фон Абенсберг
- Улрих фон Абенсберг (* пр. 1407 – ?)
- Дитрих фон Абенсберг († ок. 18 август 1426, убит)
- Магдалена фон Абенсберг († сл. 1422)
- Амалия фон Абенсберг
- Барбара фон Абенсберг († 2 ноември 1448), омъжена на 21 февруари 1422 г. за Еркингер I фон Шварценберг, фрайхер фон Зайнсхайм-Шварценберг (* 1362; † 11 декември 1437)
- Маргарета фон Абенсберг († 1465), омъжена пр. 3 октомври 1434 г. за Албрехт XV Нотхафт-Вернберг (* ок. 1401; † 15 октомври 1468)
- Анна фон Абенсберг († сл. 1432), омъжена на 30 юли 1413 г. за имперски наследствен маршал Хайнрих фон Папенхайм († 1482 или 1484), основатели на линията Папенхайм в Алгой и Щюлинген.